# 琉球紬
琉球紬（りゅうきゅうつむぎ）は、沖縄県の久米島などで生産される紬織物の名称。
「琉球紬」との名称は江戸時代から誕生したものと考えられている。
燕などの特徴的な模様が有名で、他にも何種類かの模様がある。生産共同組合で審査を受けたものが市場の大半を占めるが、織手が自己流通させているものもある。